# NGC 7370
NGC 7370 ist eine Balken-Spiralgalaxie vom Hubble-Typ SBd? im Sternbild Pegasus am Nordsternhimmel. Sie ist schätzungsweise 405 Millionen Lichtjahre von der Milchstraße entfernt und hat einen Durchmesser von etwa 95.000 Lj.
Im selben Himmelsareal befinden sich u. a. die Galaxien NGC 7366, NGC 7372, NGC 7374, IC 1452.
Das Objekt wurde am 7. August 1864 von Albert Marth entdeckt.